# 1992 DJ8
1992 DJ8 är en asteroid i huvudbältet som upptäcktes den 29 februari 1992 av UESAC vid La Silla-observatoriet.